# EAA Aviation Museum
EAA Aviation Museum (dříve EAA AirVenture Museum, nebo Air Adventure Museum) je letecké muzeum ve městě Oshkosh ve Wisconsinu. Ve stejné lokalitě se koná letecká přehlídka EAA AirVenture Oshkosh. Samotnou mateřskou organizaci EAA (Experimental Aircraft Association) založil roku 1953 letec a konstruktér Paul Poberezny. Muzeum vzniklo roku 1983 a zaměřuje se na letectví. Vystavuje více než 200 letounů a dalších exponátů. Některé letouny jsou udržovány v letuschopném stavu.

## Exponáty (výběr)[2]
- Aerocar (N4994P)
- Aeronca C-2 (NC13089)
- Aeronca C-3 (N16291)
- Aeronca K (NC19723)
- Aeronca LC (NC17484)
- AMSOIL Racer (N301LS/3)
- Bede BD-5 (N500BD)
- Bell 47G-2 (N2490B)
- Bell UH-1B Iroquois (63-8733)
- Brock KB-2 (N2303)
- Bugatti Model 100
- Cessna 150H (N23107)
- Cessna CG-2 (186V)
- Vought F4U-4 Corsair (N6667)
- Chengdu J-7 (N21MG/4326)
- Cirrus VK-30 (N33VK)
- Consolidated PT-3 (N31PT/26-0234)
- Crosby CR-4 (NR92Y/52)
- Culver PQ-14B (N999ML)
- Curtiss JN4-D Jenny (N5357/4904)
- Curtiss Robin B-2 (N50H)
- Davis D-1-W (NC13456)

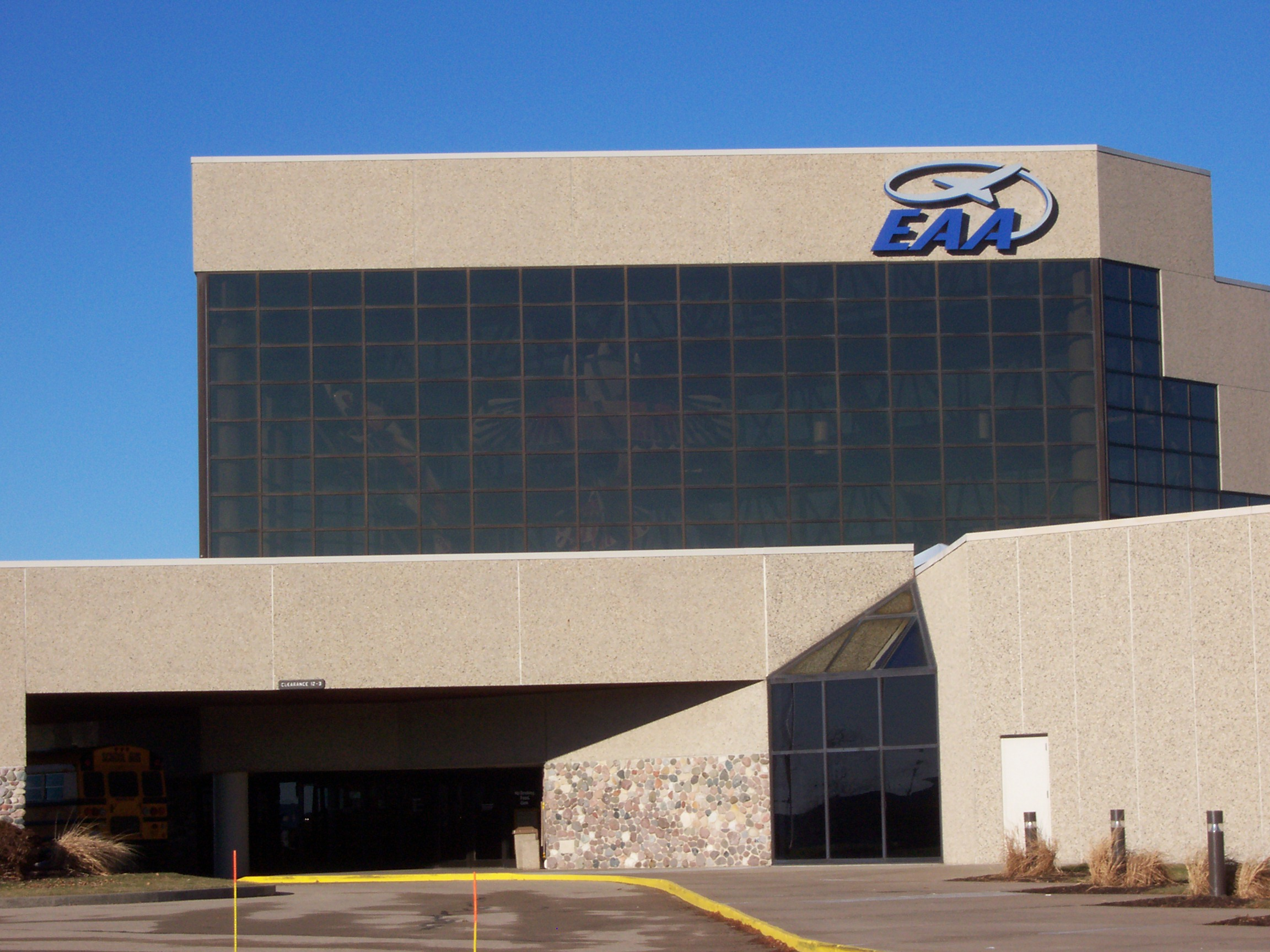
EAA Aviation Museum

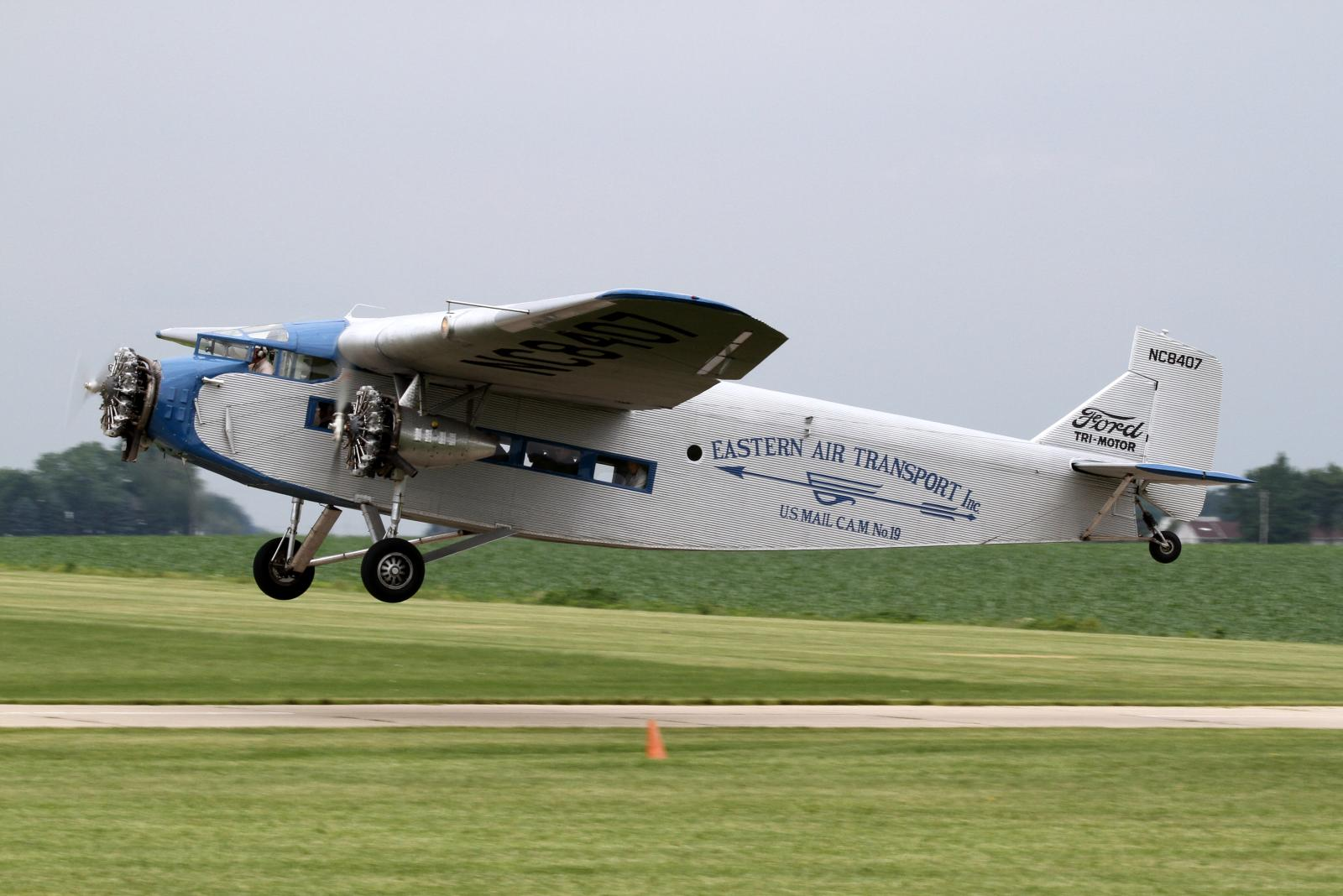
Ford 4-AT Tri-Motor (NC8407)

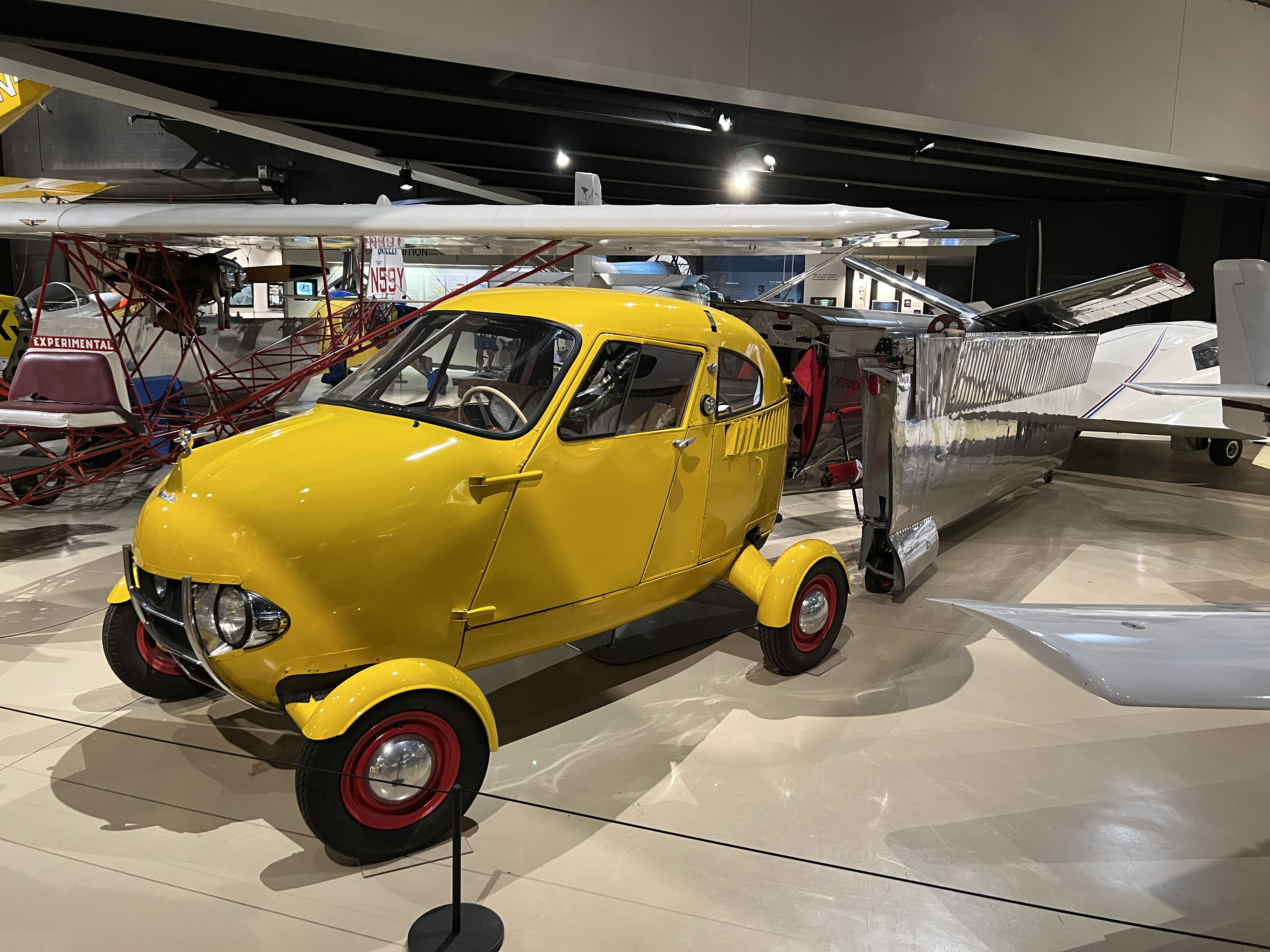
Aerocar

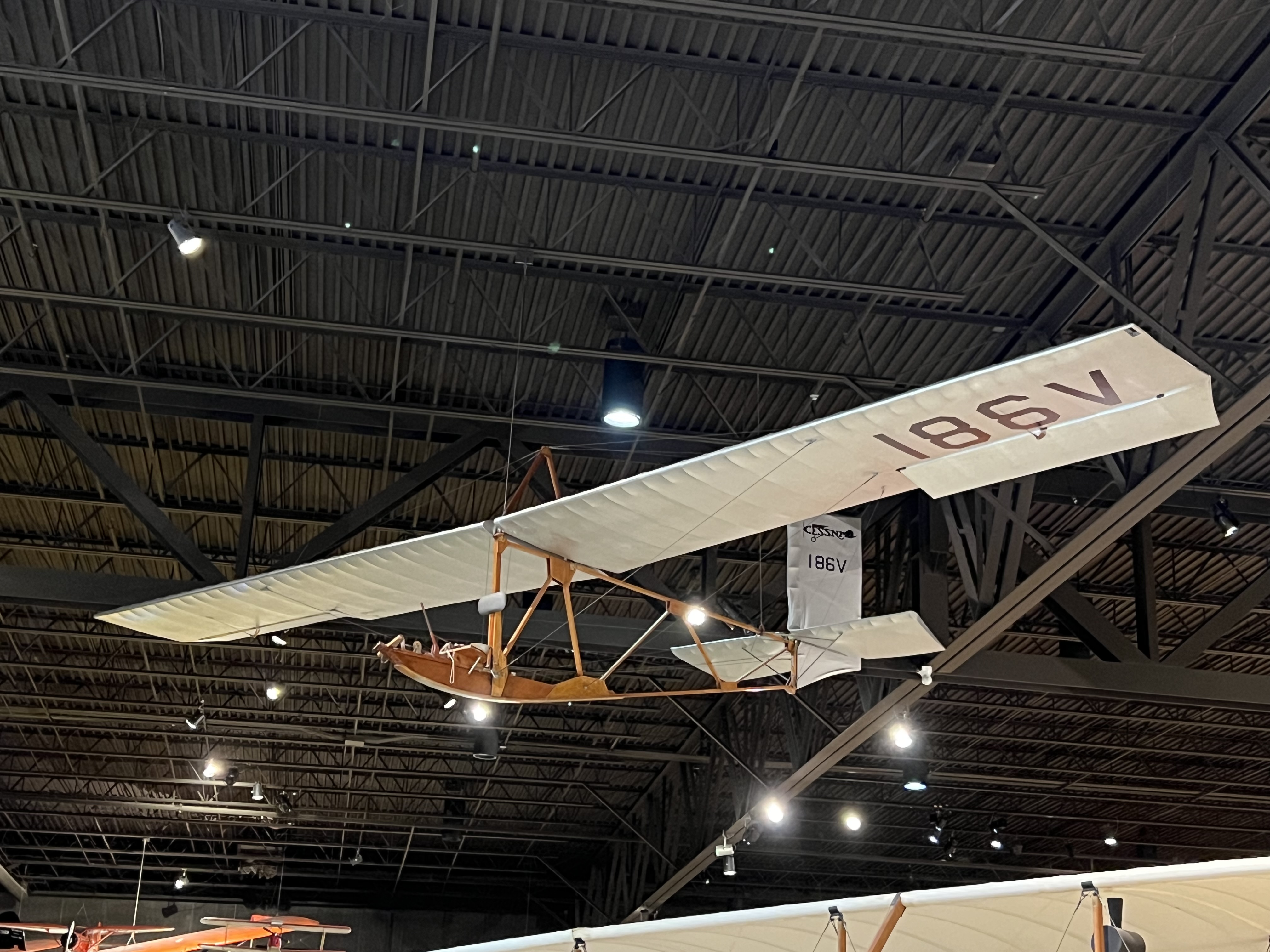
Cessna CG-2

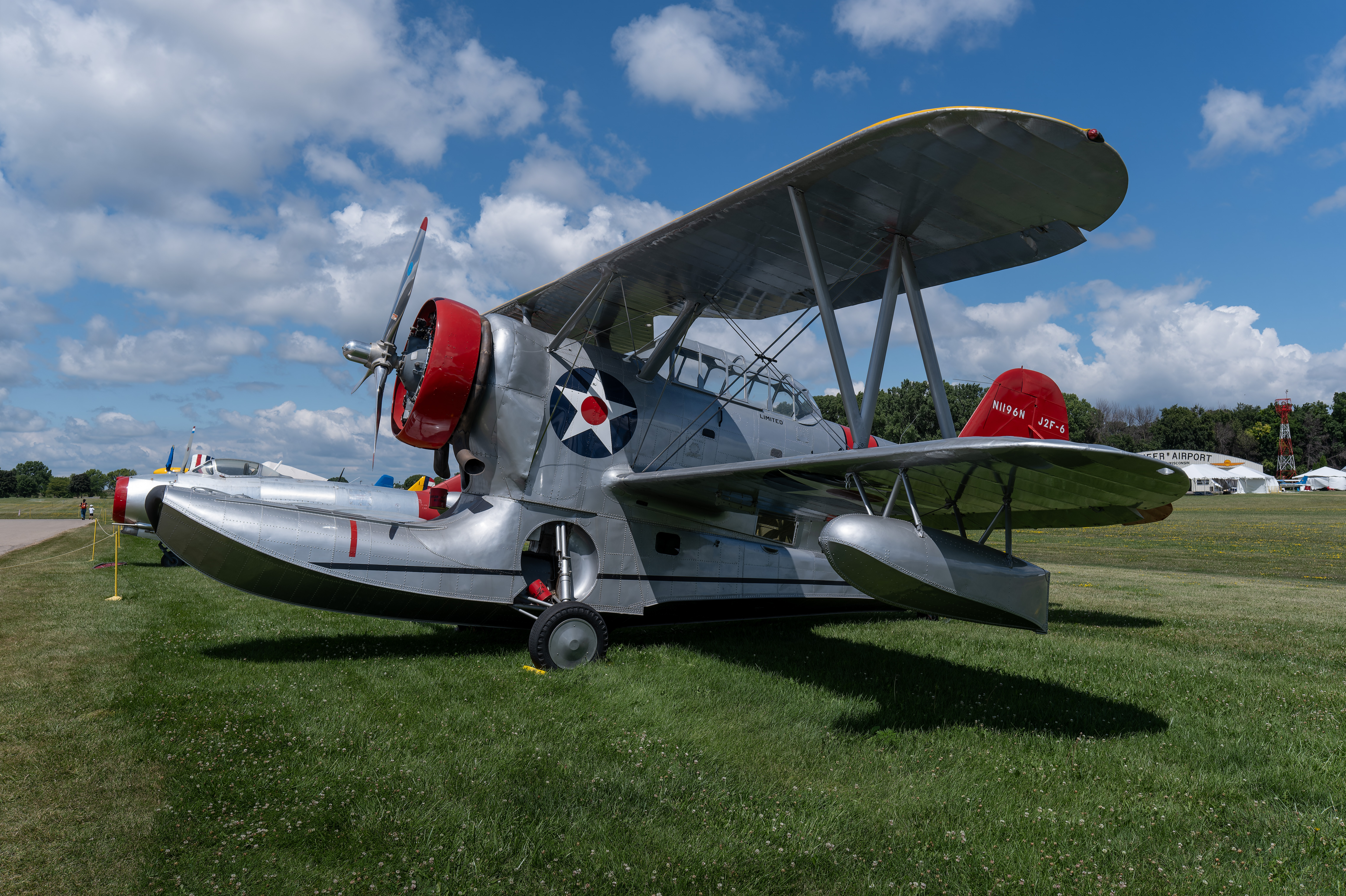
Grumman J2F-6 Duck

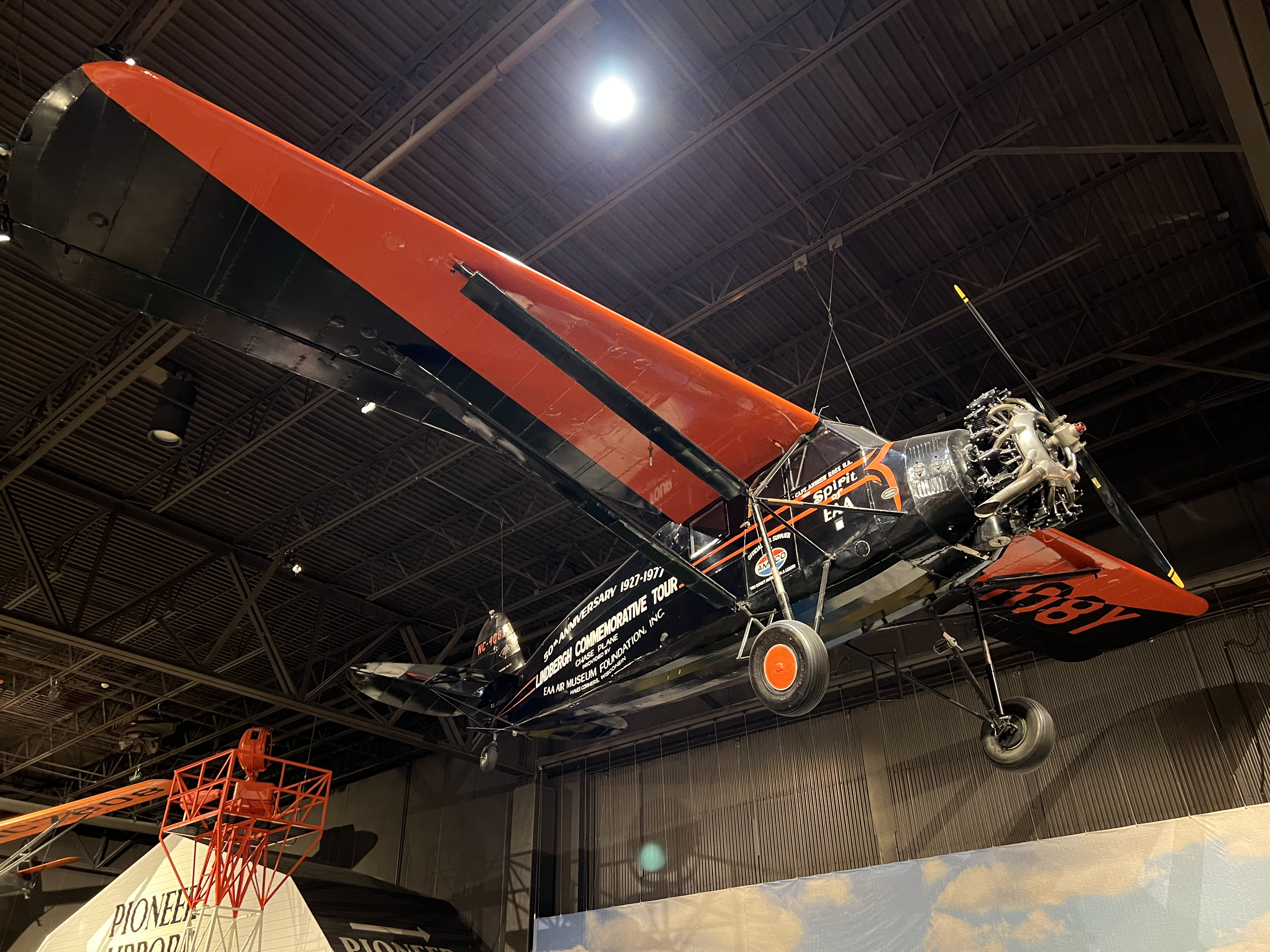
Stinson SM-8A Junior

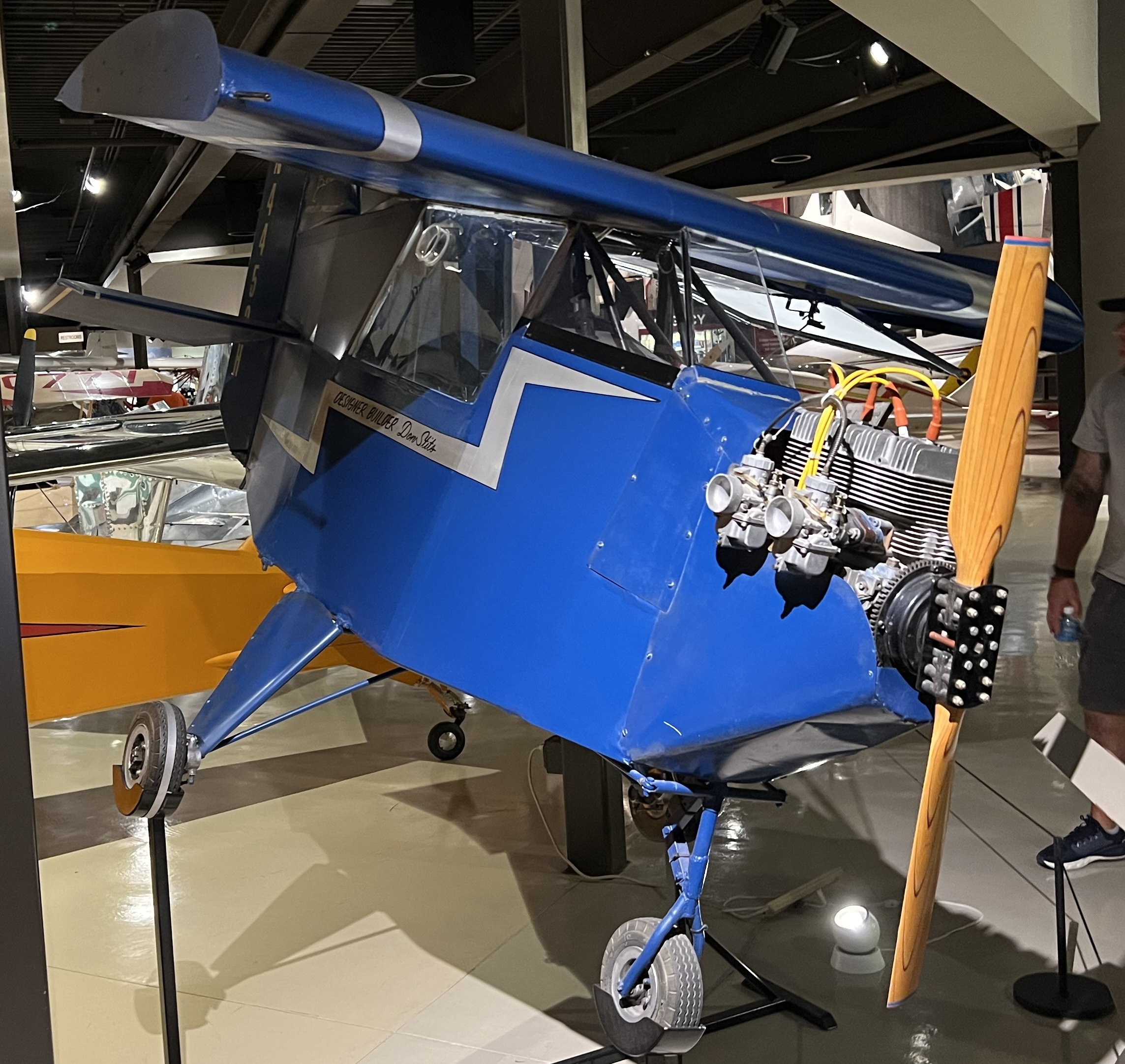
Stits DS-1

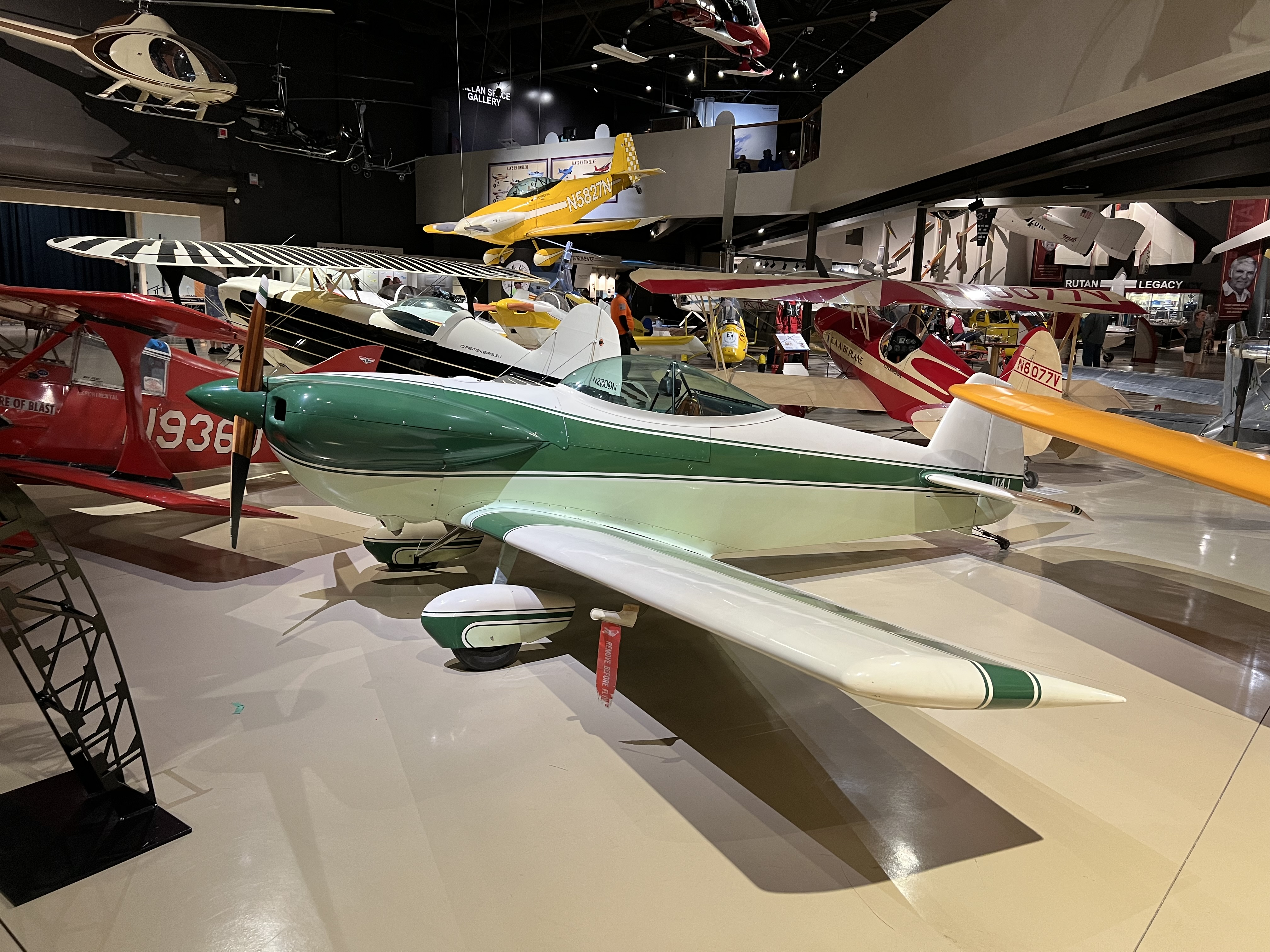
Taylor Titch

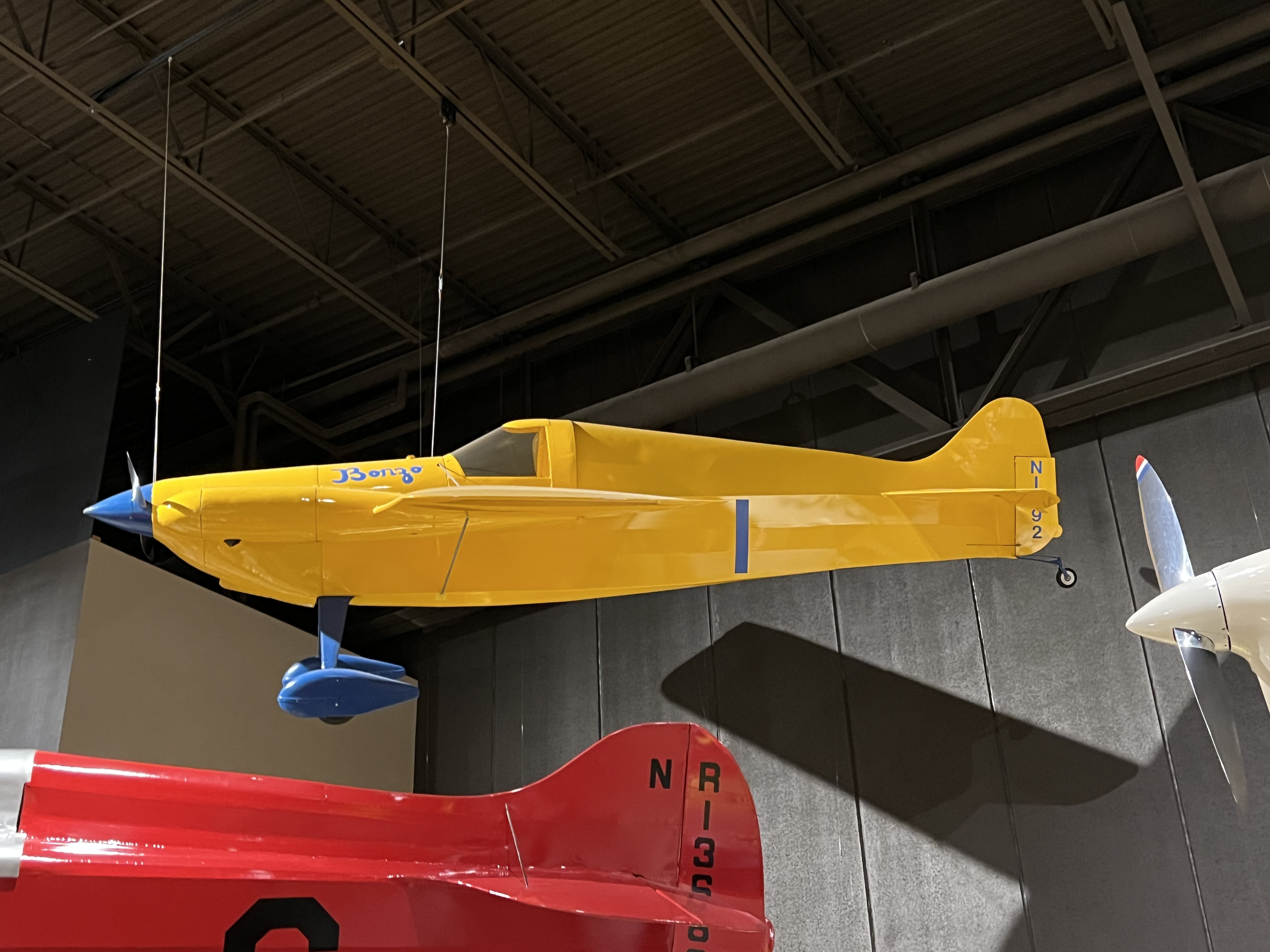
Wittman DFA „Little Bonzo“

- de Havilland DH 82C Tiger Moth (N667EA/8865)
- de Havilland Mosquito TT.35 (N35MK/RS712/EG-F)
- de Havilland DHC-1B-2 Chipmunk (N114V)
- ERCO Ercoupe 415 (NC28961)
- Evans VP-1 Volksplane (N6414)
- Fairchild FC-2W2 (NC3569)
- Ford 4-AT Tri-Motor (NC8407)
- Ford Flivver (268)
- Funk B (NC24116)
- Goodyear GA-22A Drake (N5516M)
- Great Lakes 2T-1A Sport Trainer (N77RF)
- Grumman J2F-6 Duck (N1196N/36976/4-J-1)
- Lesher Teal (N4291C)
- LeVier W-5 Cosmic Wind (N99CW/4)
- Lockheed P-38L Lightning (N3800L/2103993/597)
- Lockheed P-80C Shooting Star (45-8398/FT-749)
- Lockheed T-33A (51-8627/TR-627)
- Lockwood Aircam (N5084T)
- Hispano Aviación HA-1112 (N109BF)
- Meyers OTW-145 (N34357)
- MiG-15bis (N15MG/4115)
- Monocoupe 90AW (N38904/40)
- Nebeská blecha (N43993)
- North American B-25H Mitchell (N10V/43-4432)
- North American P-64 (N840)
- North American P-51D Mustang (N3451D/44-75007/PH-P)
- North American F-86H Sabre (52-1993/FU-993)
- Northrop F-89J Scorpion (N32356/53-2536)
- Pietenpol Air Camper (N12937)
- Piper J-3C-65 Cub (NC3403K)
- Pitcairn PA-7S Super Sport Mailwing (NC95W)
- Pitcairn PCA-2 (NC11609)
- Pitts S-1S Special „Red Devils“ (N9J, N58J, N442X)
- Pitts S-2 Special (N22Q)
- Rand Robinson KR-1 (N1436)
- Republic F-84C Thunderjet (47-1498/FS-282)
- Rutan Grizzly (N80RA)
- Rutan Quickie (N2WX)
- Rutan VariEze (N7EZ)
- Rutan Voyager (replika)
- Ryan SCW-145 (C17372)
- Ryan ST-A (N17349/24)
- Smith DSA-1 Miniplane (N90P)
- SpaceShipOne (replika)
- Sprtan C3-225 (NC718N)
- Spartan 7W Executive (NC13993)
- Spirit of St. Louis (replika)
- Standard J-1 (N6948)
- Stinson L-5E-1VW Sentinel (N9658H/44-18005/A-99)
- Stinson SM-8A Junior (N408Y)
- Stits DS-1 (N4453H)
- Stits SA-2A Sky Baby (N5K)
- Stits SA-3A Playboy (N9681Z)
- Stits SA-11A Playmate (N8KK)
- Stoddard-Hamilton Glasair III (N231YE)
- Stolp Starduster Too (N32CH)
- Taylor E-2 Cub (N15045)
- Taylor Titch
- Thomas-Morse S-4C Scout (N38899/38899)
- Thorp T-18 (N455DT)
- Travel Air 2000 (N241)
- Van's Aircraft RV-3 (N17RV)
- Van's Aircraft RV-4 (N14RV)
- Van's Aircraft RV-6A (N6YE)
- Velie Monocoupe (N7808)
- Waco 10-T ATO (NC5814)
- Waco Standard Cabin UEC (NC12472)
- Williams V-Jet II (N222FJ)
- Wittman D-12 Bonzo (N4486E/N13688/6)
- Wittman DFA „Little Bonzo“ (N1292)
- Wittman Tailwind W-8C (N5747N)
- Wittman V-Witt (N3259)